# باول ستيوارت (ممثل)
باول ستيوارت (بالإنجليزية: Paul Stewart)‏ هو منتج تلفزيوني ومخرج ومنتج أفلام ومخرج وممثل أمريكي، ولد في 13 مارس 1908 بنيويورك في الولايات المتحدة، وتوفي في 17 فبراير 1986 بلوس أنجلوس في الولايات المتحدة بسبب نوبة قلبية.

## أعمال

### أفلام
- (1941) المواطن كين
- (1941) جوني إيجر
- (1952) السيء والجميلة

## وصلات خارجية
- بول ستيوارت على موقع IMDb (الإنجليزية)
- بول ستيوارت على موقع ميوزك برينز (الإنجليزية)
- بول ستيوارت على موقع قاعدة بيانات برودواي على الإنترنت (الإنجليزية)
- بول ستيوارت على موقع قاعدة بيانات الأفلام السويدية (السويدية)
- بول ستيوارت على موقع إن إن دي بي (الإنجليزية)
- بول ستيوارت على موقع قاعدة بيانات الفيلم (الإنجليزية)